# Katie Lohmann
Katie Lohmann (Scottsdale, Arizona; 29 de enero de 1980) es una modelo de glamour y actriz estadounidense. Fue elegida como Playmate por la revista Playboy en abril de 2001.

## Filmografía
- 2009 - Dahmer vs. Gacy
- 2007 - 7-10 Split
- 2008 - The House Bunny
- 2003 - Dorm Daze
- 2001 - Tomcats